# 球形奶牛

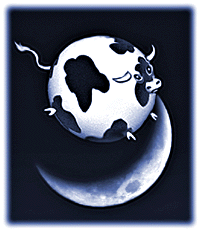
一頭球体奶牛跳到月亮上

球形奶牛是一个关于现实生活中的现象的高度简化科学模型的暗喻。该暗喻最初是一个理论物理学笑话，后来也被用于讽刺其他学科。

## 概述
这句短语起源于一个关于理论物理学家的笑话：
牛奶农场的牛奶产量变得很低，于是农场主写了封信给当地的大学寻求帮助。一個多元并受过训练的教授队伍集合在一起，领头的是一个理论物理学家。在进行了两个星期的深入现场调查后，学者们回到大学，笔记写满了资料，将此次任务的报告交给了教授队伍为首的理论物理学家。不久之后这名理论物理学家便回到农场并对农场主说：“我有解决方案了，只是要在真空状态下且奶牛是球体的时候才有效。”
这则笑话有许多变体，包括一个物理学家说他可以预言任何一场赛马比赛冠军的精确得分，前提是这赛马是在真空中跑动的完美的弹性球体马。1973年，《科学》杂志的一篇通讯文中，讲述了一位物理学家的“著名故事”，他为了解决家禽养殖场的产蛋问题，首先要“假设一只球形鸡”。
这笑话所諷刺的現象是，物理学家为了让计算可行，经常将问题過度简化到他们能想到的最简单形式，哪怕这样的简化会減少模型的实际应用价值。

## 流行文化
- “球体奶牛”是Fedora Linux發行版的一种代码名称[6]。
- 《生活大爆炸》第一季第9集中也有类似的“球形鸡”笑话桥段。[7]